# Urdok I

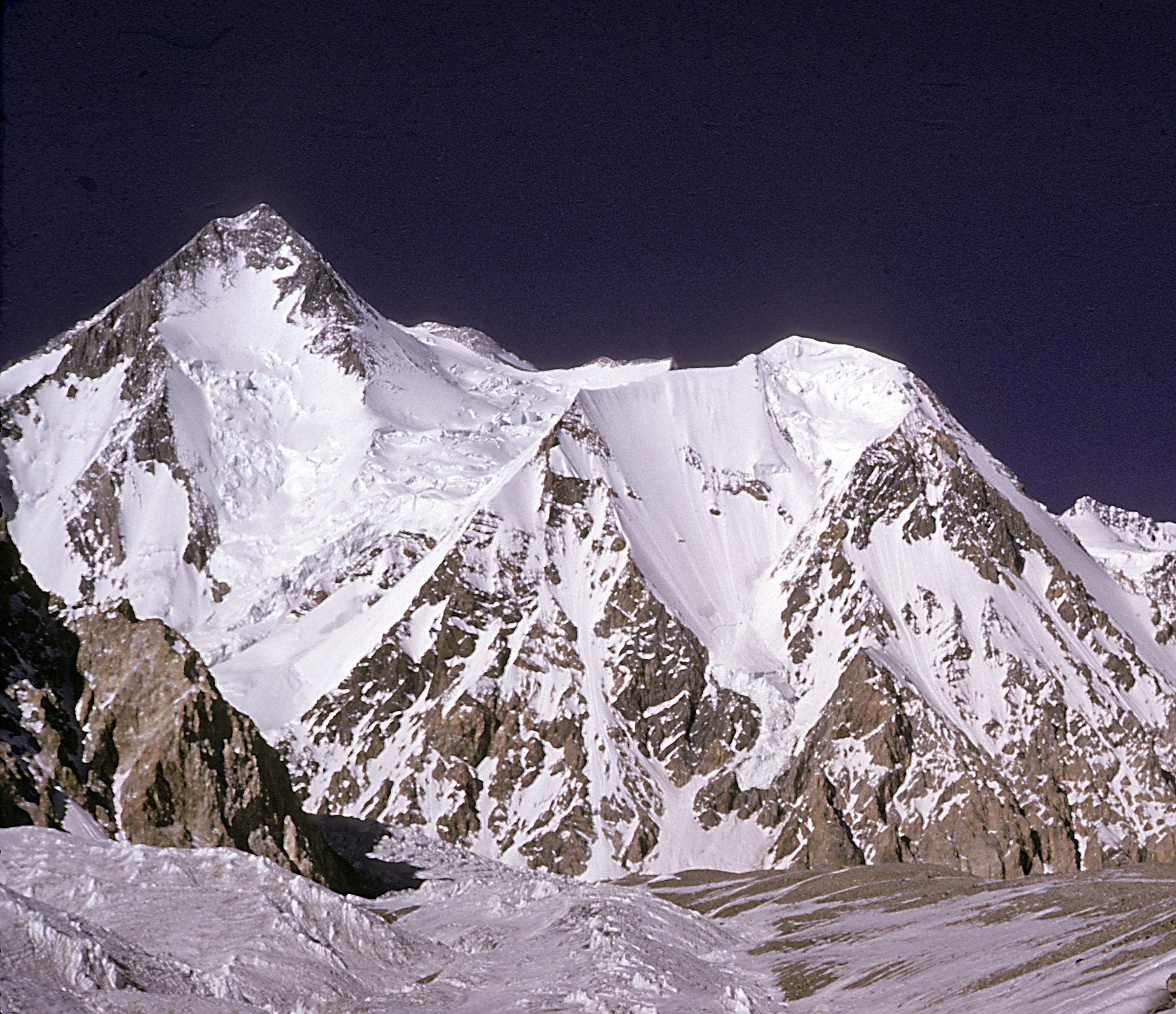
Gasherbrum I (links), Gasherbrum I Süd (rechts) und Urdok I (ganz rechts am Bildrand)

Der Urdok I (auch Urdok Kangri I) ist ein 7250 m hoher relativ selbständiger Hauptgipfel im Karakorum. Er ist der höchste Gipfel des Urdok-Kamms und somit Teil der Gasherbrum-Gruppe.
Über die Höhe des Berges gibt es sehr unterschiedliche Angaben. Je nach Karte variiert die Höhenangabe zwischen 7200 m und 7426 m.

## Besteigungsgeschichte
Der Urdok I wurde im Jahr 1975 durch eine österreichische Expedition mit Hanns Schell das erste Mal bestiegen. Diese Expedition hatte eigentlich den Hidden Peak zum Ziel, machte aber vorher noch einen Umweg und bestieg diesen Siebentausender. Zum Team gehörten Hanns Schells Frau Liselotte sowie Robert Schauer, Helmut Prevedel, Herbert Zefferer und Karl Hub. Der Weg führte sie auf dem Normalweg im Anstieg zum Hidden Peak bis zum Camp 3 und dann weiter zum Urdok I. Am 4. August 1975 erreichten Hanns und Liselotte Schell, Robert Schauer, Herbert Zefferer und Karl Hub den Gipfel. Wenige Tage später, am 11. August, standen Schell, Zefferer und Schauer auf dem Gipfel des Hidden Peak (dritte Besteigung).